# The San Francisco Call
The San Francisco Call era un quotidiano statunitense diffuso a San Francisco, California. A causa di una serie di fusioni con altri giornali, il giornale venne chiamato in vari modi: The San Francisco Call & Post, San Francisco Call-Bulletin, San Francisco News-Call Bulletin e News-Call Bulletin prima di essere definitivamente ritirato dopo essere acquistato dal San Francisco Examiner.